# Aldair Quintana
Aldair Alejandro Quintana Rojas (Ibagué, Tolima, Colombia; 11 de julio de 1994) es un futbolista colombiano que juega como guardameta en el Atlético Bucaramanga de la Primera división de Colombia. Ha sido habitualmente convocado a la Selección de fútbol de Colombia.

## Orígenes y formación
Aldair se inició en la Academia Tolimense de Fútbol en su natal Ibagué, posteriormente sale a las inferiores del River Plate argentino siendo representado por el ya fallecido Radamel García (padre de Falcao). En las inferiores del cuadro millonario estaría desde 2011 hasta 2013 siendo entrenado por Ubaldo "Pato" Fillol y Carlos Gay.

## Carrera en clubes
En 2014 retorna a su natal Colombia para jugar con el Independiente Medellín del entrenador Hernán Torres. Con el equipo 'Poderoso' no llegó a disputar ningún partido.
En el 2015 fue enviado a préstamo al Depor Aguablanca (actualmente conocido como Atlético de Cali), club con el cual debutó en el fútbol profesional.
En el primer semestre de 2016 juega al servicio del Orsomarso SC en la Categoría Primera B. En la segunda mitad del año retorna al Independiente Medellín siendo suplente en nueve partidos de Liga y en cuatro de la Copa Sudamericana.
En 2017 por la gestión del gerente deportivo Pitirri Salazar llegó a Deportes Tolima. Sin embargo, no jugó ningún partido debido al buen momento del paraguayo Joel Silva. Con el cuadro Vinotinto y Oro sería durante toda la campaña el cuarto golero por detrás de: Silva, Luis Delgado y William Cuesta; tan solo fue emergente en cuatro oportunidades.
En tan solo 23 juegos dispuestos con un gran nivel en el Atlético Huila durante las temporadas 2018 y 2019, despertó el interés de varios clubes tanto nacionales como internacionales.
En el Torneo Finalización 2019 llega al Atlético Nacional comandado por Juan Carlos Osorio, disputando la posición con el mundialista José Fernando Cuadrado y el juvenil Kevin Leonardo Mier.
En el Torneo Apertura 2024 es campeón con Atlético Bucaramanga después de ganar en penales 5:6 contra Santa Fe, siendo la figura principal del partido atajando dos penaltis.

## Selección Colombia
El 27 de agosto de 2019 recibió por primera vez el llamado a la Selección Colombia por parte del entrenador portugués Carlos Queiroz en el listado para los amistosos contra Brasil y Venezuela.
| 1.  | 6-09-19  | Amistoso                 | Brasil    | No |
| 2.  | 10-09-19 | Amistoso                 | Venezuela | No |
| 3.  | 12-10-19 | Amistoso                 | Chile     | No |
| 4.  | 15-10-19 | Amistoso                 | Argelia   | No |
| 5.  | 15-11-19 | Amistoso                 | Perú      | No |
| 6.  | 19-11-19 | Amistoso                 | Ecuador   | No |
| 7.  | 9-10-20  | Eliminatoria mundialista | Venezuela | No |
| 8.  | 13-10-20 | Eliminatoria mundialista | Chile     | No |
| 9.  | 3-06-21  | Eliminatoria mundialista | Perú      | No |
| 10. | 8-06-21  | Eliminatoria mundialista | Argentina | No |
| 11. | 13-06-21 | Copa América             | Ecuador   | No |
| 12. | 17-06-21 | Copa América             | Venezuela | No |
| 13. | 20-06-21 | Copa América             | Perú      | No |
| 14. | 23-06-21 | Copa América             | Brasil    | No |
| 15. | 3-07-21  | Copa América             | Uruguay   | No |
| 16. | 6-07-21  | Copa América             | Argentina | No |
| 17. | 9-07-21  | Copa América             | Perú      | No |
| 18. | 7-10-21  | Amistoso                 | Uruguay   | No |
| 19. | 10-10-21 | Amistoso                 | Brasil    | No |
| 20. | 14-10-21 | Amistoso                 | Ecuador   | No |

### Participaciones enEliminatorias al Mundial
| Eliminatoria                        | Sede del Mundial | Posición      | Resultado | PJ                                | GR | VI |
| ----------------------------------- | ---------------- | ------------- | --------- | --------------------------------- | -- | -- |
| Eliminatorias Mundial de Catar 2022 | Catar            | 6°lugar 23pts | Eliminado | 0 (7 convocatorias como suplente) | 0  | 0  |

### Participaciones enCopas América
| Torneo            | Sede   | Resultado    | PJ                           | GR | VI |
| ----------------- | ------ | ------------ | ---------------------------- | -- | -- |
| Copa América 2021 | Brasil | Tercer lugar | 0 (7 partidos como suplente) | 0  | 0  |

## Estadísticas
| Club                              | Div                 | Temporada           | Liga | Liga | Liga | Copas nacionales | Copas nacionales | Copas nacionales | Torneos internacionales | Torneos internacionales | Torneos internacionales | Total | Total | Total | Media goles |
| Club                              | Div                 | Temporada           | PJ   | GR   | Imb. | PJ               | GR               | Imb.             | PJ                      | GR                      | Imb.                    | PJ    | GR    | Imb.  | Media goles |
| --------------------------------- | ------------------- | ------------------- | ---- | ---- | ---- | ---------------- | ---------------- | ---------------- | ----------------------- | ----------------------- | ----------------------- | ----- | ----- | ----- | ----------- |
| Atlético F. C. · Colombia         | 2.a                 | 2015                | 20   | -36  | 3    | 3                | -9               | 0                | -                       | -                       | -                       | 23    | -45   | 3     | 1.96        |
| Atlético F. C. · Colombia         | Total club          | Total club          | 20   | -36  | 3    | 3                | -9               | 0                | 0                       | 0                       | 0                       | 23    | -45   | 3     | 1.96        |
| Orsomarso · Colombia              | 2.a                 | A-2016              | 8    | -13  | 3    | 2                | -3               | 0                | -                       | -                       | -                       | 10    | -16   | 3     | 1.60        |
| Orsomarso · Colombia              | Total club          | Total club          | 8    | -13  | 3    | 2                | -3               | 0                | 0                       | 0                       | 0                       | 10    | -16   | 3     | 1.60        |
| Independiente Medellín · Colombia | 1.a                 | F-2016              | 0    | 0    | 0    | -                | -                | -                | 0                       | 0                       | 0                       | 0     | 0     | 0     | 0.0         |
| Independiente Medellín · Colombia | Total club          | Total club          | 0    | 0    | 0    | 0                | 0                | 0                | 0                       | 0                       | 0                       | 0     | 0     | 0     | 0.0         |
| Deportes Tolima · Colombia        | 1.a                 | 2017                | 0    | 0    | 0    | -                | -                | -                | 0                       | 0                       | 0                       | 0     | 0     | 0     | 0.0         |
| Deportes Tolima · Colombia        | Total club          | Total club          | 0    | 0    | 0    | 0                | 0                | 0                | 0                       | 0                       | 0                       | 0     | 0     | 0     | 0.0         |
| Atlético Huila · Colombia         | 1.a                 | 2018                | 4    | -3   | 2    | 2                | -4               | 1                | -                       | -                       | -                       | 6     | -7    | 3     | 1.17        |
| Atlético Huila · Colombia         | 1.a                 | A-2019              | 14   | -20  | 2    | 3                | -5               | 0                | -                       | -                       | -                       | 17    | -25   | 2     | 1.47        |
| Atlético Huila · Colombia         | Total club          | Total club          | 18   | -23  | 4    | 5                | -9               | 1                | 0                       | 0                       | 0                       | 23    | -32   | 5     | 1.39        |
| Atlético Nacional · Colombia      | 1.a                 | F-2019              | 6    | -4   | 3    | 1                | -2               | 0                | -                       | -                       | -                       | 7     | -6    | 3     | 0.86        |
| Atlético Nacional · Colombia      | 1.a                 | 2020                | 7    | -11  | 1    | 2                | -4               | 0                | 2                       | -4                      | 0                       | 11    | -19   | 1     | 1.73        |
| Atlético Nacional · Colombia      | 1.a                 | 2021                | 39   | -30  | 17   | 7                | -4               | 4                | 10                      | -11                     | 4                       | 56    | -45   | 25    | 0.80        |
| Atlético Nacional · Colombia      | 1.a                 | 2022                | 6    | -11  | 0    | 1                | -3               | 0                | 0                       | 0                       | 0                       | 7     | -14   | 0     | 2.00        |
| Atlético Nacional · Colombia      | Total club          | Total club          | 58   | -56  | 21   | 11               | -13              | 4                | 12                      | -15                     | 4                       | 81    | -84   | 29    | 1.04        |
| Deportivo Pereira · Colombia      | 1.a                 | 2023                | 34   | -41  | 7    | 8                | -8               | 5                | 10                      | -10                     | 4                       | 52    | -59   | 16    | 1.13        |
| Deportivo Pereira · Colombia      | Total club          | Total club          | 34   | -41  | 7    | 8                | -8               | 5                | 10                      | -10                     | 4                       | 52    | -59   | 16    | 1.13        |
| Atlético Bucaramanga · Colombia   | 1.a                 | 2024                | 42   | -29  | 21   | 9                | -5               | 4                | -                       | -                       | -                       | 51    | -34   | 25    | 0.67        |
| Atlético Bucaramanga · Colombia   | 1.a                 | 2025                | 22   | -24  | 7    | 5                | -6               | 1                | 8                       | -11                     | 2                       | 35    | -41   | 10    | 1.17        |
| Atlético Bucaramanga · Colombia   | Total club          | Total club          | 64   | -53  | 28   | 14               | -11              | 5                | 8                       | -11                     | 2                       | 86    | -75   | 35    | 0.87        |
| Total en su carrera               | Total en su carrera | Total en su carrera | 202  | -222 | 66   | 43               | -53              | 15               | 30                      | -36                     | 10                      | 275   | -311  | 91    | 1.13        |

### Penaltis atajados
| 1.  | 3 de abril de 2016       | Primera B         | Orsomarso SC         | Universitario de Popayán | Jorge Vargas          | 75'               |
| 2.  | 28 de abril de 2019      | Primera A         | Atlético Huila       | Once Caldas              | Darío Rodríguez       | 20'               |
| 3.  | 30 de septiembre de 2020 | Primera A         | Atlético Nacional    | Deportes Tolima          | Juan Fernando Caicedo | 13'               |
| 4.  | 18 de noviembre de 2020  | Copa Colombia     | Atlético Nacional    | Águilas Doradas          | Jáder Obrian          | Tanda de penaltis |
| 5.  | 18 de noviembre de 2020  | Copa Colombia     | Atlético Nacional    | Águilas Doradas          | Christian Marrugo     | Tanda de penaltis |
| 6.  | 18 de noviembre de 2020  | Copa Colombia     | Atlético Nacional    | Águilas Doradas          | Jacobo Escobar        | Tanda de penaltis |
| 7.  | 17 de enero de 2021      | Primera A         | Atlético Nacional    | Santa Fe                 | Michael Rangel        | 7'                |
| 8.  | 15 de septiembre de 2021 | Copa Colombia     | Atlético Nacional    | Santa Fe                 | Matías Castro         | Tanda de penaltis |
| 9.  | 31 de marzo de 2023      | Primera A         | Deportivo Pereira    | Deportivo Pasto          | Edwar López           | 23'               |
| 10. | 5 de abril de 2023       | Copa Libertadores | Deportivo Pereira    | Colo-Colo                | Leonardo Gil          | 19'               |
| 11. | 12 de abril de 2023      | Primera A         | Deportivo Pereira    | Unión Magdalena          | Ricardo Márquez       | 29'               |
| 12. | 2 de febrero de 2024     | Primera A         | Atlético Bucaramanga | Jaguares de Córdoba      | Wilson Morelo         | 66'               |
| 13. | 15 de junio de 2024      | Final Primera A   | Atlético Bucaramanga | Santa Fe                 | Agustín Rodríguez     | Tanda de penaltis |
| 14. | 15 de junio de 2024      | Final Primera A   | Atlético Bucaramanga | Santa Fe                 | Julián Millán         | Tanda de penaltis |
| 15. | 8 de octubre de 2024     | Copa Colombia     | Atlético Bucaramanga | Millonarios              | Jorge Arias           | Tanda de penaltis |
| 16. | 8 de octubre de 2024     | Copa Colombia     | Atlético Bucaramanga | Millonarios              | Chocolo Ramirez       | Tanda de penaltis |
| 17. | 24 de abril de 2025      | Copa Libertadores | Atlético Bucaramanga | Fortaleza EC             | Deyverson Silva       | 19'               |

## Palmarés

### Torneos nacionales
| Título          | Equipo               | Sede     | Año  |
| --------------- | -------------------- | -------- | ---- |
| Copa Colombia   | Atlético Nacional    | Colombia | 2021 |
| Torneo Apertura | Atlético Nacional    | Colombia | 2022 |
| Torneo Apertura | Atlético Bucaramanga | Colombia | 2024 |